# 塞尔瓦-代莫利尼
塞尔瓦-代莫利尼（義大利語：Selva dei Molini），是意大利博尔扎诺-上阿迪杰自治省的一个市镇。总面积104平方公里，人口1482人，人口密度14.3人/平方公里（2009年）。ISTAT代码为021088。